# Ivete Sangalo
Ivete Maria Dias de Sangalo Cady (Juazeiro, 27 de maio de 1972), é uma cantora, compositora, empresária, atriz e personalidade de televisão brasileira. É uma das maiores e mais importantes figuras da música brasileira, tendo seu sucesso consolidado na história da indústria musical brasileira e sendo conhecida pelo apelido de "Rainha do Brasil" por seu impacto e influência na cultura nacional. Sangalo é mais frequentemente reconhecida pela sua poderosa voz, carisma e notáveis performances durante os seus shows.
Ela alcançou a fama em meados dos anos 1990 como vocalista da Banda Eva, no qual vendeu mais de 5 milhões de discos e chegou a fazer cerca de trinta shows por mês. Seu desligamento do grupo resultou no lançamento de seu álbum de estreia, o homônimo de 1999. Ela então seguiu lançando uma série de discos de grande sucesso — incluindo MTV Ao Vivo (2004), As Super Novas (2005), No Maracanã (2007) e No Madison Square Garden (2010) —, que receberam certificados de diamante, pela Pro-Música Brasil (PMB), por mais de 500 mil cópias vendidas cada um.
De "Se Eu Não Te Amasse Tanto Assim", que foi a música mais executada nas rádios brasileiras em 2000, à "Macetando", que qualificou-se no topo das 50 mais tocadas do Spotify Brasil em 2024, Sangalo detém inúmeros singles de sucesso nos mais variados ritmos, como "Festa", "Sorte Grande", "Flor do Reggae", "Abalou", "Quando a Chuva Passar", "Berimbau Metalizado", "Não Precisa Mudar", "Cadê Dalila?", "Na Base do Beijo", "Dançando". Ela, ainda, tornou-se o primeiro artista brasileiro da história a liderar as paradas do país em todos os formatos físicos, além dos digitais, como ringtone, download digital e streamings. Em 2007, a artista foi reconhecida como a "Maior vendedora de DVDs do mundo", ao atingir a marca de 604 mil cópias vendidas com o audiovisual de No Maracanã. Em paralelo a sua carreira musical, Sangalo se tornou uma personalidade de televisão, apresentando programas da Rede Globo, como Estação Globo (2005–09), The Masked Singer Brasil (2022–03) e Pipoca da Ivete (2023). Ela também ganhou destaque como atriz, com papéis principais em produções televisivas e cinematográficas, como Xuxa Gêmeas (2006), Crô (2019) e Gabriela (2012). Além de participar como jurada e mentora dos talent shows SuperStar (2014), The Voice Kids (2016–17) e  The Voice Brasil (2017–20). 
Em sua carreira, ela ganhou 4 vezes o Grammy Latino, e é recordista do Prêmio Multishow, contabilizando 16 conquistas, também sendo a artista mais premiada nos Melhores do Ano da TV Globo, com 12 troféus, sendo 9 de Melhor Cantora e 3 de Melhor Música. Ivete também ganhou 7 Troféus Imprensa, sendo a recordista e a cantora mais indicada com 15 indicações. Por sua contribuição à música brasileira, foi homenageada com o Troféu Mário Lago em 2020. Durante toda sua carreira já comercializou cerca de 20 milhões de gravações, tornando-se uma das artistas com vendagens mais altas no Brasil. Sangalo também possui as duas maiores turnês para uma artista feminina em carreira solo do país, sendo a Tour Madison a única a arrecadar 70 milhões de dólares. Ela, ainda, acumula apresentações em estádios e casas de espetáculos de prestígio mundial, tais como o Estádio do Maracanã, Allianz Parque, Madison Square Garden, Estádio Algarve e Estádio Atilio Paiva Olivera.

## Biografia

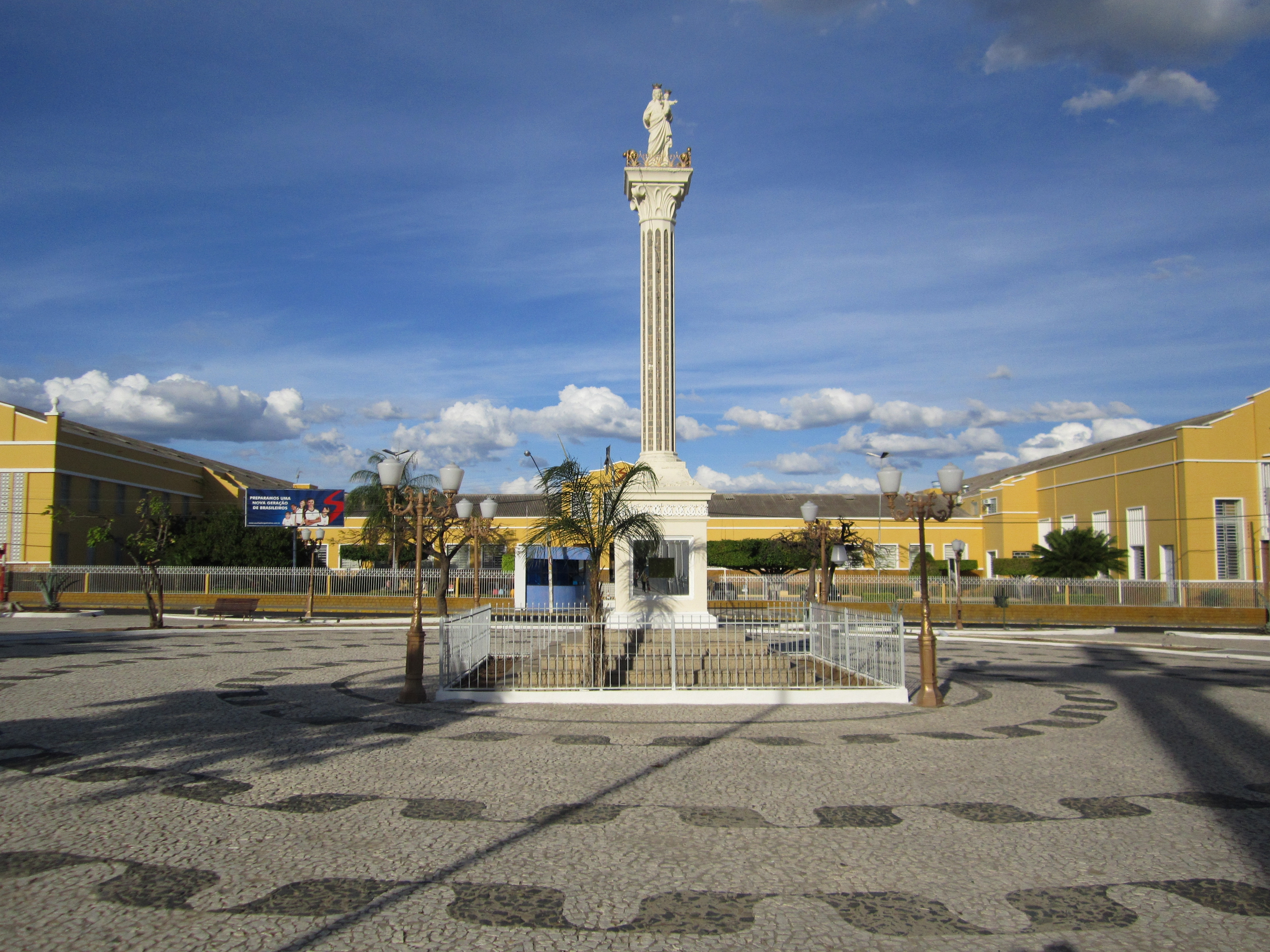
Colégio Nossa Senhora Auxiliadora em Petrolina, Pernambuco, onde Ivete Sangalo estudou parte de sua vida.

Ivete Maria Dias de Sangalo é filha de mãe pernambucana, a dona de casa Maria Ivete Dias de Sangalo, e pai baiano, o joalheiro Alsus Almeida de Sangalo, que era filho de um imigrante espanhol com uma brasileira. Sangalo nasceu na cidade de Juazeiro, interior da Bahia, lugar onde passou parte de sua infância. É filha caçula de outros cinco irmãos: Mônica, Cynthia, Marcos (já falecido), Jesus (já falecido) e Ricardo. Quando pequena, Sangalo já acompanhava as músicas tocadas nas horas vagas por seu pai e sua irmã mais velha, Mônica, além de que costumava cantar no colégio onde estudava, e aproveitava os intervalos para tocar violão, o que fez adquirir logo cedo gosto pela música. Nos saraus familiares, encarregava-se da percussão. Sua adolescência foi muito conturbada: logo cedo ela perdeu o pai de infarto, e aos 16, o irmão Marcos foi morto atropelado em Salvador. Com a morte de seu pai, toda a família teve que buscar uma forma se sustentar. Para isso, Sangalo chegou a trabalhar como modelo e vendedora de roupas e marmitas em um shopping de Salvador, emprego este que servia como intercâmbio para divulgar a marmita comercializada por sua mãe após a morte do patriarca da família. Por muito tempo, as quentinhas de Maria Ivete serviram como fonte de renda e sustentáculo dos Sangalo.
Ivete também já havia cursado um ano de Administração e Secretariado Executivo antes da carreira artística. Em 1991, trabalhou como vocalista de apoio do cantor baiano Lui Muritiba, em suas viagens pelo interior.  Aos dezoito anos, iniciou sua carreira musical tocando em barzinhos. Sua primeira apresentação foi em um barzinho em Ondina, bairro de Salvador, em agosto de 1992, levada por sua irmã Mônica que já cantava e tocava no lugar. Na época, o cachê era pago com um jantar. Em seguida, realizou alguns shows em cidades do interior da Bahia, chegando a apresentar-se também em Pernambuco. Nesta época, na sua cidade natal, Sangalo e seu sobrinho Erlemilson Miguel receberam um convite para abrir o show de Geraldo Azevedo no Teatro do Centro de Cultura João Gilberto. O produtor Jonga Cunha percebeu seu potencial e decidiu montar um show em que ela dava ênfase ao som funk. Com um público crescente, Sangalo e sua banda apresentaram-se no Projeto Meio-Dia, no Mercado Modelo, em 1993. Com o sucesso da apresentação, Cunha sugeriu que o extinto Bloco Eva fosse transformado em uma banda musical e o renomeou Banda Eva, com Sangalo assumindo os vocais principais. No mesmo ano, o grupo assina contrato com a Sony Music.

## Carreira

### 1993–98: Banda Eva

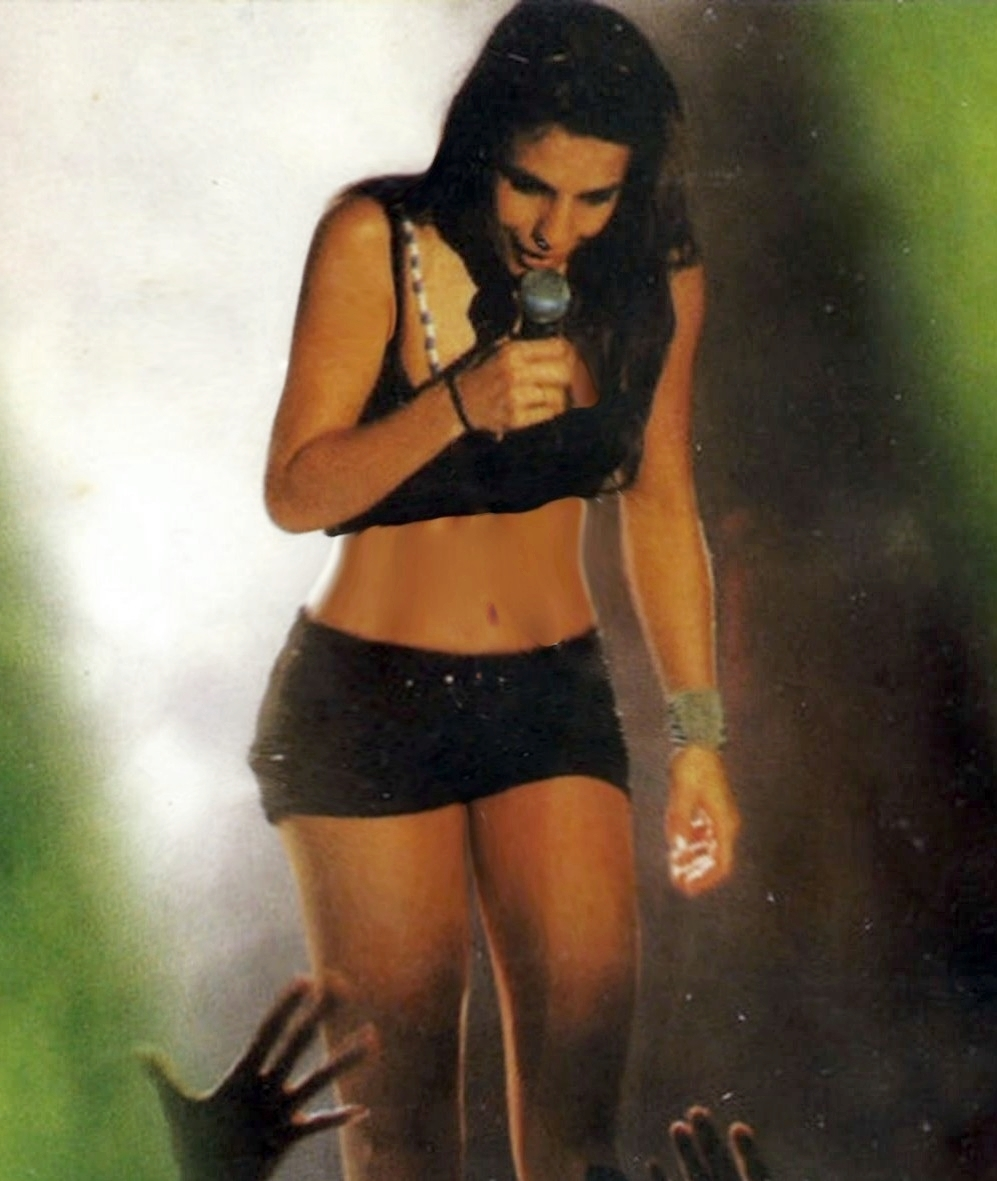
Sangalo durante show do Eva em 1997.

Em 1992, a artista ganhou o Trófeu Dorival Caymmi de melhor intérprete. O primeiro show oficial como Banda Eva ocorreu em 23 de junho no Bahia Othon Palace Hotel. Em 1993 é lançado o primeiro álbum do grupo, o homônimo Banda Eva, tendo sido gravado no Estúdio WR e produzido por Jorge Cunha e Jorginho Sampaio. Um único single foi extraído do trabalho, "Adeus Bye Bye", citando a cultura afro-brasileira e a influência do Ilê ayê para a música baiana. A canção conquistou notoriedade no Nordeste do Brasil após Maria Bethânia incluí-la em sua turnê. Apesar de não extrair outros singles, o disco vendeu 100 mil cópias. Em 1994 a banda assina com a PolyGram e, em maio, é liberado seu segundo álbum, Pra Abalar, assinado pelos mesmos produtores e embalado pela sucesso de "Flores (Sonho Épico)". Os singles seguintes, "Alô Paixão" e "Pra Abalar", agitaram o Carnaval do ano posterior. O disco vendeu 150 mil cópias. No Carnaval de 1995, Sangalo puxou o bloco Adão, criado especialmente para ela naquele ano, uma vez que o Eva estava sob o comando do Asa de Águia.  Em seguida, a banda realizou um show para 65 mil pessoas em Fortaleza, o qual foi assistido pela apresentadora Xuxa, que declarou ter ficado admirada e decidiu apadrinha-los, levando-os no Xuxa Park, o primeiro programa que o Eva participou em âmbito nacional. Apesar da grande repercussão no nordeste, onde o Eva realizava shows com milhares de pessoas, eles ainda eram desconhecidos no sul e sudeste pela dificuldade de artistas de axé atingirem as rádios, tendo o programa aberto caminho para o reconhecimento em todo país e fazendo com que "Alô Paixão" e "Flores (Sonho Épico)", lançadas anos antes, conquistassem sucesso tardio nas principais rádios do país.
Em junho é liberado o terceiro álbum do grupo, Hora H, que vendeu ao todo 200 mil cópias. O disco foi apresentado pela primeira vez no Domingão do Faustão, onde o primeiro single, "Me Abraça", foi entoado por toda plateia, se tornando a primeira faixa de repercussão nacional. Em 1996, é lançado o quarto álbum da banda, Beleza Rara, que vendeu 500 mil cópias e conquistou a sua primeira certificação, disco de ouro pela Pro-Música Brasil. O projeto antecedeu o maior sucesso comercial do grupo, o registro Banda Eva Ao Vivo (1997), que vendeu 2 milhões e 500 mil cópias e projetou a vocalista como um dos maiores nomes do axé, além da faixa-título "Eva" como a música de assinatura da banda. Em julho de 1998, quando Xuxa ausentou-se do Planeta Xuxa para dar a luz sua filha, Sasha Meneghel, Sangalo passou a comandar o programa durante a sua licença-maternidade. Em outubro é lançado o sexto disco do grupo, Eva, Você e Eu, que trazia como carro-chefe "Carro Velho", sucesso no Carnaval do ano seguinte. Ao todo, o álbum vendeu 700 mil cópias e conquistou o disco de platina. Em janeiro de 1999 é lançado "De Ladinho", o segundo single do disco e último com Sangalo como vocalista, que anunciou que deixaria a banda após o Carnaval para dedicar-se a carreira solo, avaliado que sua imagem havia ultrapassado os limites do Eva e se tornar uma solista lhe proporcionaria mais expansão. Em 16 de fevereiro, ela faz sua despedida do grupo durante a terça-feira de Carnaval, sendo que a maioria dos músicos decidiu acompanha-la, deixando também a banda. Sangalo à frente do conjunto vendeu cerca de 5 milhões de cópias e chegou a fazer cerca de trinta shows por mês.

### 1999–2003: Primeiros álbuns
A carreira solo de Sangalo começou oficialmente ao final da quarta-feira de cinzas de 1999, quando ela participou de seu último carnaval como vocalista da Banda Eva. Entre abril, maio e junho, ela gravou as 14 faixas de seu álbum de estreia, auto-intitulado, misturando vários ritmos, desde o samba ao maracatu, sem deixar de lado o axé music. O álbum, apesar de mal recebido pela crítica especializada, recebeu uma certificação de platina e vendeu 400 mil cópias. O número se ampliou a partir de 2000, quando um de seus singles, "Se Eu Não Te Amasse Tanto Assim", alcançou o topo das paradas e estabeleceu-se como a música mais tocada nas rádios brasileiras naquele ano, sendo, ainda, incluída na trilha sonora da novela Uga Uga, da Rede Globo. No final de 2000, foi divulgado seu segundo disco Beat Beleza; nele, a intérprete se aventura por outros ritmos, como o R&B e o samba-rock. Marcando o início das colaborações de Alexandre Lins nos albuns da cantora, o álbum teve como músicas de promoção "Pererê", "Bug, Bug, Bye, Bye" e "A Lua Q Eu Te Dei"; está última incluída na trilha sonora da novela Porto dos Milagres, da Rede Globo. Comercialmente, o disco tornou-se um sucesso mediano, conseguindo duas certificações de ouro pela Pro-Música Brasil (PMB) em reconhecimento às mais de 100 mil unidades vendidas.

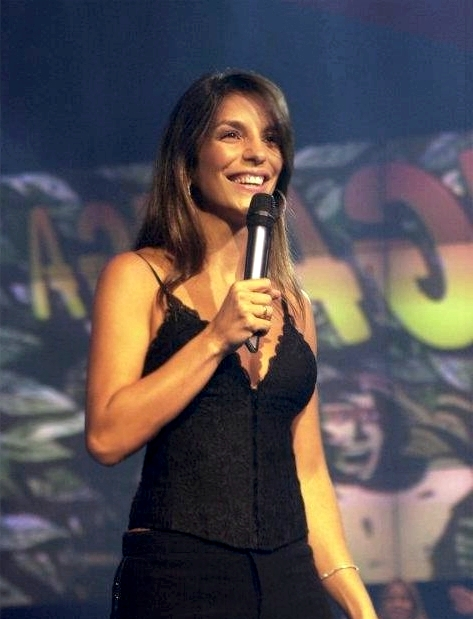
Sangalo durante a coletiva de lançamento da novela Uga Uga (2000), onde sua canção "Se Eu Não Te Amasse Tanto Assim" é parte da trilha sonora.

Em dezembro de 2001 foi lançado seu terceiro projeto de inéditas, Festa, que marca uma maior inserção de ritmos na musicalidade da cantora, entre eles o funk, a música pop e a MPB. Sua faixa-título, o maior sucesso de sua carreira até então, tornou-se hino do pentacampeonato da Seleção Brasileira de Futebol na Copa do Mundo FIFA. O single se tornou muito popular e, por conta disso, o álbum acabou por ser certificado de platina, além de vender mais de 500 mil cópias. Em 2017, foi escolhida pela Billboard Brasil como tendo "o melhor refrão do século" e, para a cantora, foi "um divisor de águas de sua carreira". Devido ao sucesso da canção, Sangalo recebeu a seleção no aeroporto acompanhada de um trio elétrico, brindando a equipe com a música. O álbum, ainda, se destacou com "Back at One", cantada em dueto com o cantor norte-americano Brian McKnight, lançada como forma de divulgar o trabalho dele no Brasil. No mesmo ano, a artista foi convidada a participar do disco Ouro de Minas, da banda Roupa Nova. Ela dividiu os vocais da faixa "O Sal da Terra" com o vocalista Paulinho.
No mesmo ano, foi lançada sua primeira coletânea oficial, Se Eu Não Te Amasse Tanto Assim; nomeada devido ao sucesso da faixa-homônima, contém apenas as canções românticas de seus discos anteriores e duetos com artistas como Jorge Ben Jor, Jorge Aragão e o Roupa Nova. Em outubro de 2003, seu quarto disco de estúdio, Clube Carnavalesco Inocentes em Progresso é liberado. Com forte influência de gêneros populares da America Latina,  reggae e  funk, vendeu 250 mil cópias e faturou um certificado de ouro pela PMB. Além disso, marcou a quarta indicação consecutiva da musicista ao Grammy Latino na categoria Melhor Álbum de Pop Contemporâneo Brasileiro. Porém, mais uma vez, não obteve vitória. Destacou-se o single "Sorte Grande", que alcançou o topo das paradas brasileiras. Conhecida como "Poeira", devido ao seu refrão, virou o hino da torcida do Flamengo na campanha do time no Campeonato Carioca de 2004, chegando a ser também altamente executada durante os Jogos Olímpicos de Verão realizado naquele ano, em Atenas, na Grécia. Do mesmo álbum, a canção "Somente Eu e Você" foi incluída na novela da Rede Globo, Kubanacan. A regravação de "Você e Eu, Eu e Você (Juntinhos)", sucesso de Tim Maia, contou com a produção musical executada pelo guitarrista e multi-instrumentista Davi Moraes, na época, marido de Sangalo.

## Turnês musicais

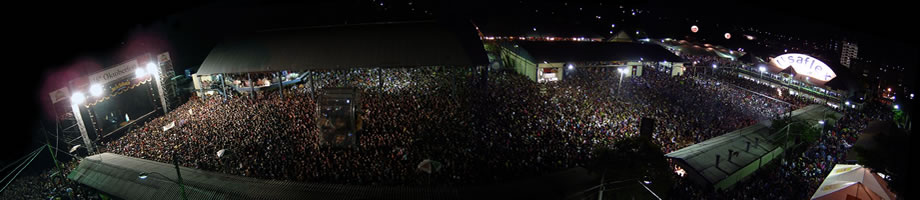
Vista aérea da apresentação de Sangalo no Oktoberfest Brasileiro em 2005.

### 2004–08: Auge comercial

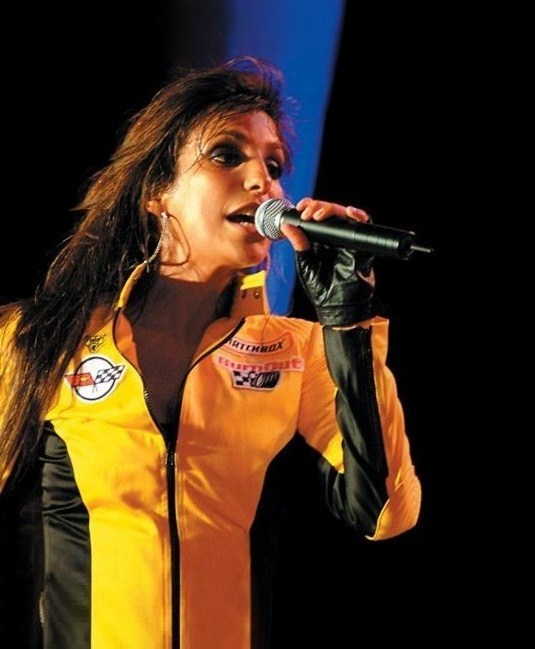
Sangalo na Turnê MTV Ao Vivo (2004).

No dia 21 de dezembro de 2003, durante uma apresentação realizada no Estádio Fonte Nova em Salvador, para um público superior a 80 mil pessoas, Sangalo gravou seu primerio álbum ao vivo. O projeto, realizado sob a produção da MTV Brasil, teve o objetivo de celebrar os seus 10 anos de carreira, desde a Banda Eva. O concerto contou com a participação dos cantores Tatau, líder do Ara Ketu, Daniela Mercury, Margareth Menezes, Gilberto Gil, Davi Moraes e a dupla Sandy e Júnior. Lançado em CD e DVD em março de 2004, MTV Ao Vivo, alcançou o topo das paradas do Brasil e vendeu mais de 2 milhões de cópias, se consolidando como um dos mais vendidos de todos os tempos no país. Foi o DVD mais comprado no país em 2004 e a PMB o certificou como diamante quíntuplo. Sagrando-se, ainda, como o projeto mais adquirido nesse formato na história da Universal Music Brasil. Teve, entre as faixas de promoção, "Flor do Reggae" que liderou as paradas do Brasil e foi a segunda canção mais tocada em 2004. Com MTV Ao Vivo, à cantora obteve seu primeiro Grammy Latino, vencido na categoria Melhor Álbum de Música Regional ou de Raizes Brasileiras.

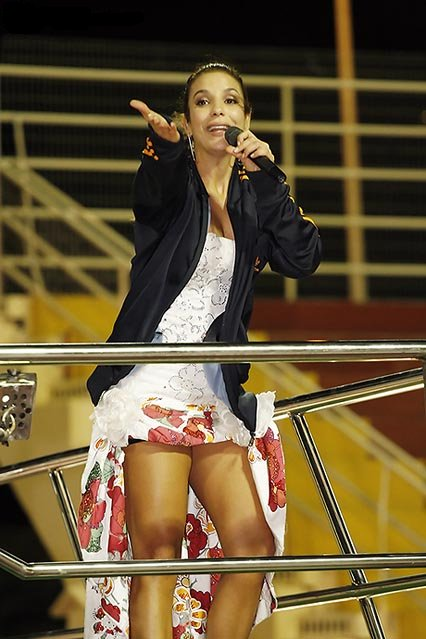
Sangalo cantando em um trio elétrico em Florianópolis (2006).

Em outubro de 2005, foi lançado seu quinto álbum de estúdio As Super Novas, precedido pelo single "Abalou"; o disco, traz uma mistura de ritmos já tradicionais em sua carreira com outros novos, como lambada, funk brasileiro e zouk. Já a faixa de divulgação seguinte, "Quando a Chuva Passar", tornou-se, de fato, o maior sucesso do álbum; posicionou-se na liderança das rádios por semanas e tornou-se uma das dez mais executadas em 2006 no país, sendo também incluída na trilha sonora da telenovela Cobras & Lagartos. A regravação de "Soy Loco Por Ti América", originalmente de Gilberto Gil, também parte da obra, obteve destaque ao tornar-se tema de abertura da novela América. Com As Super Novas, artista também recebeu sua segunda certificação de diamante consecutiva, pelas mais de 1 milhão de unidades comercializadas, o que consolidou-a como uma das maiores cantoras em termos de vendagens de discos no Brasil. Devido à suas muitas aparições na TV e popularidade que vinha conquistando, a Globo convidou-a em 2005 para apresentar o Estação Globo; programa musical que contava com cerca de seis episódios a cada ano no final de dezembro/início de janeiro. A atração estreou no dia 18 de dezembro de 2005, um domingo à tarde, e contava com a apresentação de vários artistas musicais. Em 2009 — devido a gravidez da cantora e sua consequente licença maternidade —, o programa foi cancelado.

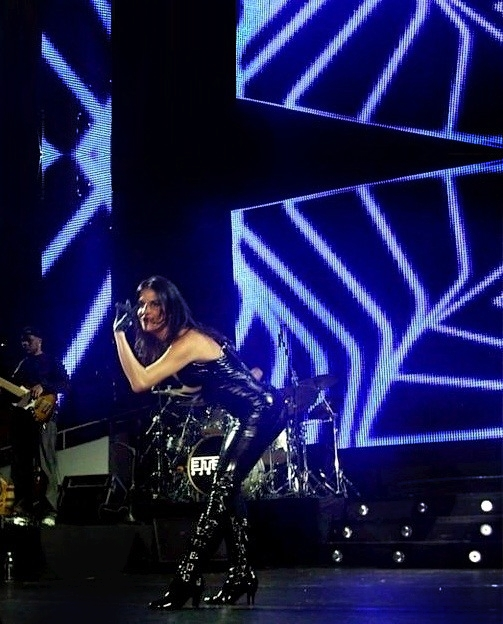
Sangalo interpretando "Abalou" durante a Turnê Maracanã em 2007.

Em 2006, em apoio ao álbum, a brasileira excursionou em sua sétima digressão solo, Turnê D'As Super Novas, que estava prevista para estrear logo após o lançamento do disco, em janeiro de 2006, porém acabou sendo adiada para a segunda metade do ano, uma vez que a artista dedicou boa parte do primeiro semestre à datas em cidades europeias com a Ivete Sangalo Live!. Em 16 de dezembro do mesmo ano, ela realizou no Estádio do Maracanã, no Rio de Janeiro, um concerto para 60 mil pessoas. Participaram como convidados os cantores Samuel Rosa (Skank), Saulo Fernandes (Banda Eva), Durval Lelys (Asa de Águia), MC Buchecha e o espanhol Alejandro Sanz.
Em março do ano seguinte, o concerto foi lançado como o segundo CD e DVD ao vivo da intérprete: Multishow ao Vivo: Ivete no Maracanã, produzido em parceria com o canal a cabo Multishow. Em um mês, CD e DVD somavam, juntos, vendas de 220 mil cópias. O projeto recebeu certificação de diamante e vendeu mais de 2 milhões de exemplares, além de liderar a parada de vendas por várias semanas. A versão em vídeo da obra, que vendeu mais de 550 mil cópias nesse ano, tornou-se o DVD musical mais vendido do ano no Brasil e o DVD musical mais vendido no mundo em 2007 pela Universal Music. A parte disso, recebeu duas indicações ao prêmio Grammy Latino, nas categorias de Melhor Álbum Pop Contemporâneo Brasileiro e Melhor Vídeo Musical em Formato Longo, mas não faturou nenhuma. O projeto foi promovido através de três singles, "Berimbau Metalizado", "Não Precisa Mudar" e "Deixo", que foram sucesso de execução na rádios, bem como pela Turnê Maracanã, que durou dois anos e foi um sucesso de público.

### 2009–12:Pode Entrar,Madison Square Garden,Ivete, Gil e CaetanoeReal Fantasia

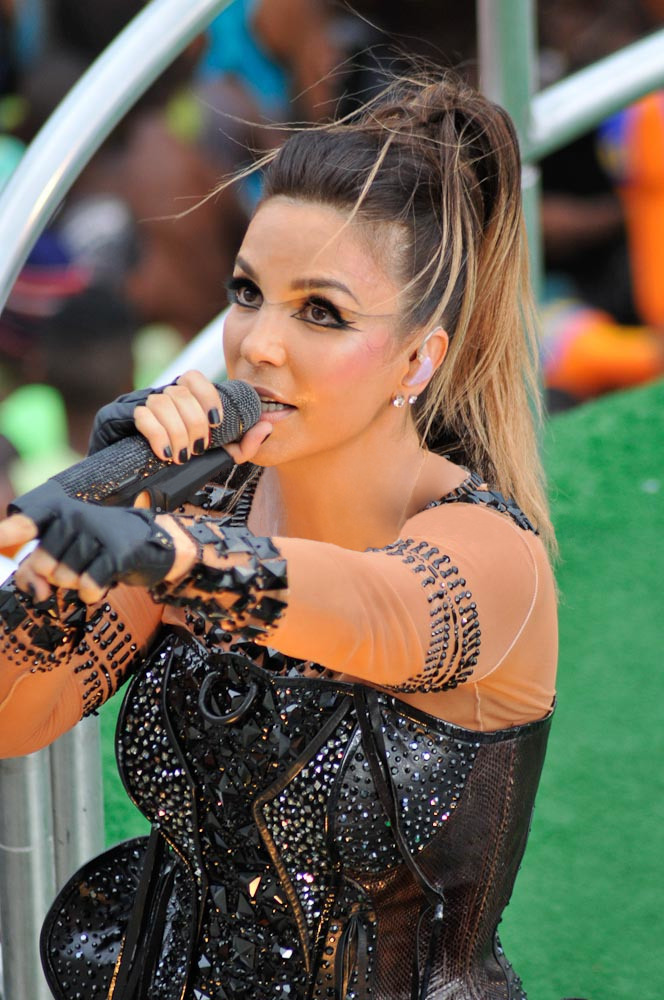
Sangalo cantando em um trio elétrico em Salvador (2010).

Em junho de 2009, grávida, Sangalo lançou o seu décimo álbum de estúdio, Multishow Registro: Pode Entrar. A concepção inicial do projeto deu-se após a construção de um estúdio na casa da cantora em Salvador, onde ela teve a ideia de registrar o processo de gravação das faixas em DVD. Participam como convidados os cantores Marcelo Camelo, Lulu Santos, Mônica San Galo, Aviões do Forró, Saulo Fernandes, Carlinhos Brown e Maria Bethânia. Comercialmente, o lançamento tornou-se um sucesso comercial, alcançando a sétima posição no Brasil e a sexta em Portugal. Não obstante, conquistou uma certificação de platina fornecida pela PMB e ouro pela Associação Fonográfica Portuguesa (AFP). O trabalho, ainda, garantiu à artista três nomeações a 10.ª edição dos prêmios Grammy Latino, nas categorias de Melhor Álbum Pop Contemporâneo Brasileiro, Melhor Vídeo Musical Versão Longa, bem como Melhor Canção Brasileira, mas não obteve vitória em nenhuma das indicações. Os singles "Cadê Dalila" e "Na Base do Beijo" encontraram boa recepção nas estações de rádio, com o primeiro sendo eleita a música do carnaval 2009 no Troféu Dodô e Osmar e Troféu Bahia Folia.

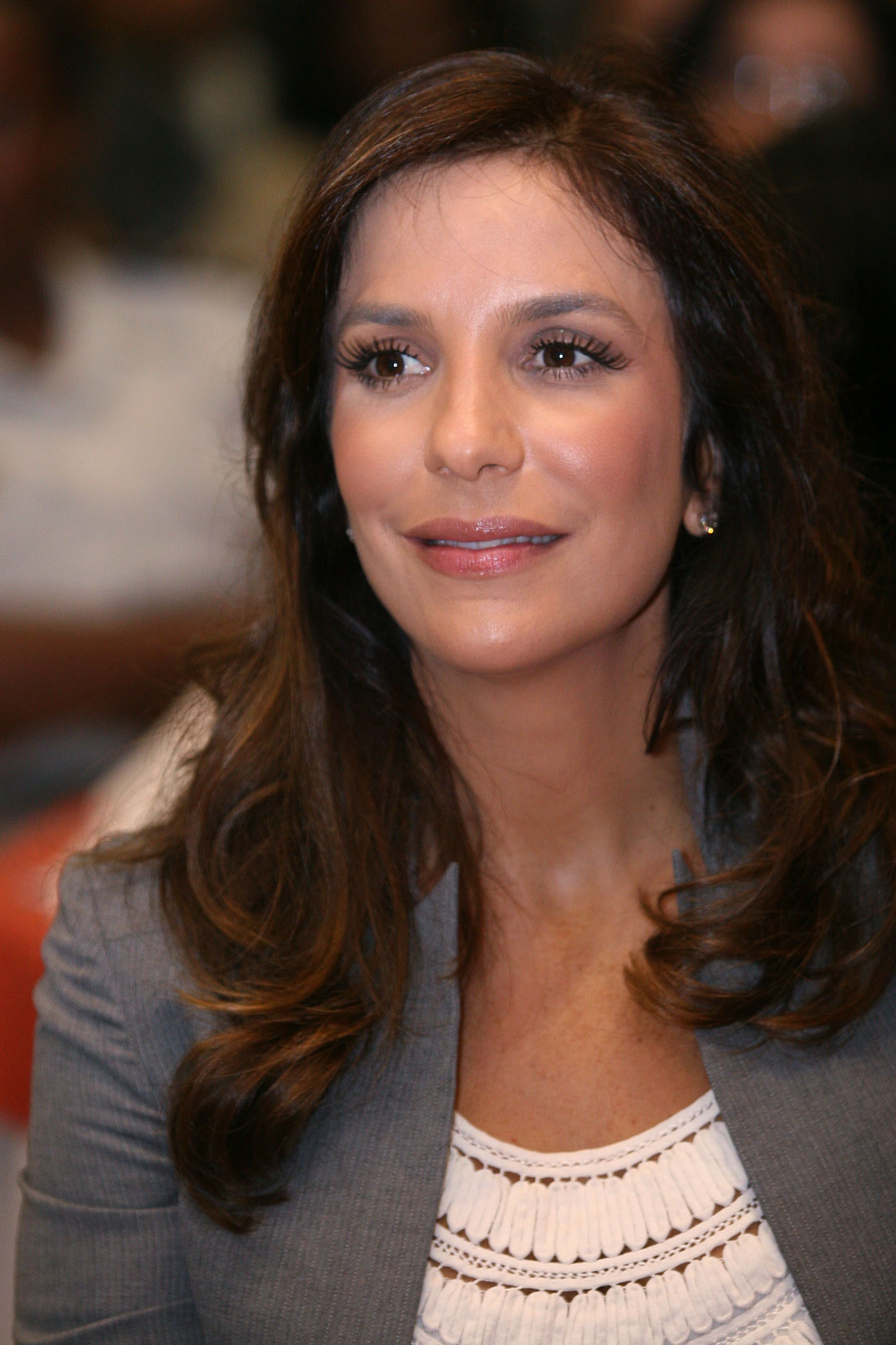
Sangalo sendo homenageada pela Academia da Polícia Civil (2011).

Em fevereiro de 2010, abriu os shows brasileiros da turnê I Am... Tour, da cantora estadunidense Beyoncé, que passou pelas cidades de São Paulo, Rio de Janeiro, Florianópolis e Salvador. No mesmo ano, Sangalo começa a trabalhar no projeto de seu terceiro álbum ao vivo; ela confirmou, por meio de sua conta oficial no Twitter, que a gravação iria ocorrer no Madison Square Garden, em Nova Iorque, Estados Unidos, em setembro de 2010. O projeto foi anunciado originalmente para ser gravado em setembro ou novembro de 2009, mas foi adiado devido aos efeitos da Crise economica de 2008. Em maio, Duetos, a segunda coletânea de sua carreira, é liberada contendo 16 canções que a ela gravou ao longo da carreira com outros artistas. Ao todo, vendeu 80 mil cópias e faturou um disco de platina. Na apresentação da cantora em Nova Iorque, participaram como convidados os cantores Juanes, Seu Jorge, Nelly Furtado e Diego Torres. Jornais estadunidenses, como o The New York Times e New York Post, publicaram críticas positivas deste espetáculo.
O registro Multishow ao Vivo: Ivete Sangalo no Madison Square Garden foi lançado no dia 7 de dezembro. Um dia antes, o disco já havia vendido mais de 300 mil cópias em sua única pré-venda, e, após sua liberação, rendeu-lhe um certificado de ouro, para o CD, e diamante, para o DVD pela PMB. Além disso, sua em versão em vídeo foi a mais comprada no país naquele ano. Seu primeiro single, "Acelera Aê (Noite do Bem)", acabou por atingir a décima posição na tabela Brasil Hot 100 Airplay compilada pela Billboard Brasil, fechando o ano como a 28ª mais reproduzida no país em 2010. Como forma de divulgar o projeto, Sangalo excursionou com a Tour Madison em países da América do Sul e Europa; esta acabou por tornar-se a maior turnê solo por uma artista feminina brasileira, vendendo 800 mil ingressos e arrecadando 70 milhões de reais.
Em 24 de abril de 2012 lança o álbum ao vivo Ivete, Gil e Caetano, em colaboração com Gilberto Gil e Caetano Veloso. O projeto trouxe quinze faixas de tradicionais canções dos três artistas que passavam pela MPB, sendo retirado do especial exibido anteriormente pela Rede Globo. No Grammy Latino do mesmo ano, a obra faturou o troféu de Melhor Álbum de Música Popular Brasileira, além de ter sido indicado ao Álbum do Ano. Na mesma época dedica-se a carreira de atriz, interpretando a personagem "Maria Machadão", em Gabriela, da Globo, sua primeira telenovela. Em 9 de outubro, é lançado seu novo projeto de inéditas, Real Fantasia. O álbum conta com um fusão de vários estilos, desde o já tradicionais em sua carreira com outros como nu-disco, zouk e guajira. "No Brilho Desse Olhar" e "Dançando" foram alguns dos singles liberados. Este último, inicialmente, contaria com a participação da cantora colombiana Shakira, mas teve problemas na liberação dos direitos autorais e teve que ficar de fora da primeira prensagem do disco, sendo lançada como "faixa bônus" na edição digital, disponibilizada no iTunes. O disco vendeu 100 mil cópias e recebeu o certificado de ouro pela PMB.

### 2013–15:20 AnoseViva Tim Maia

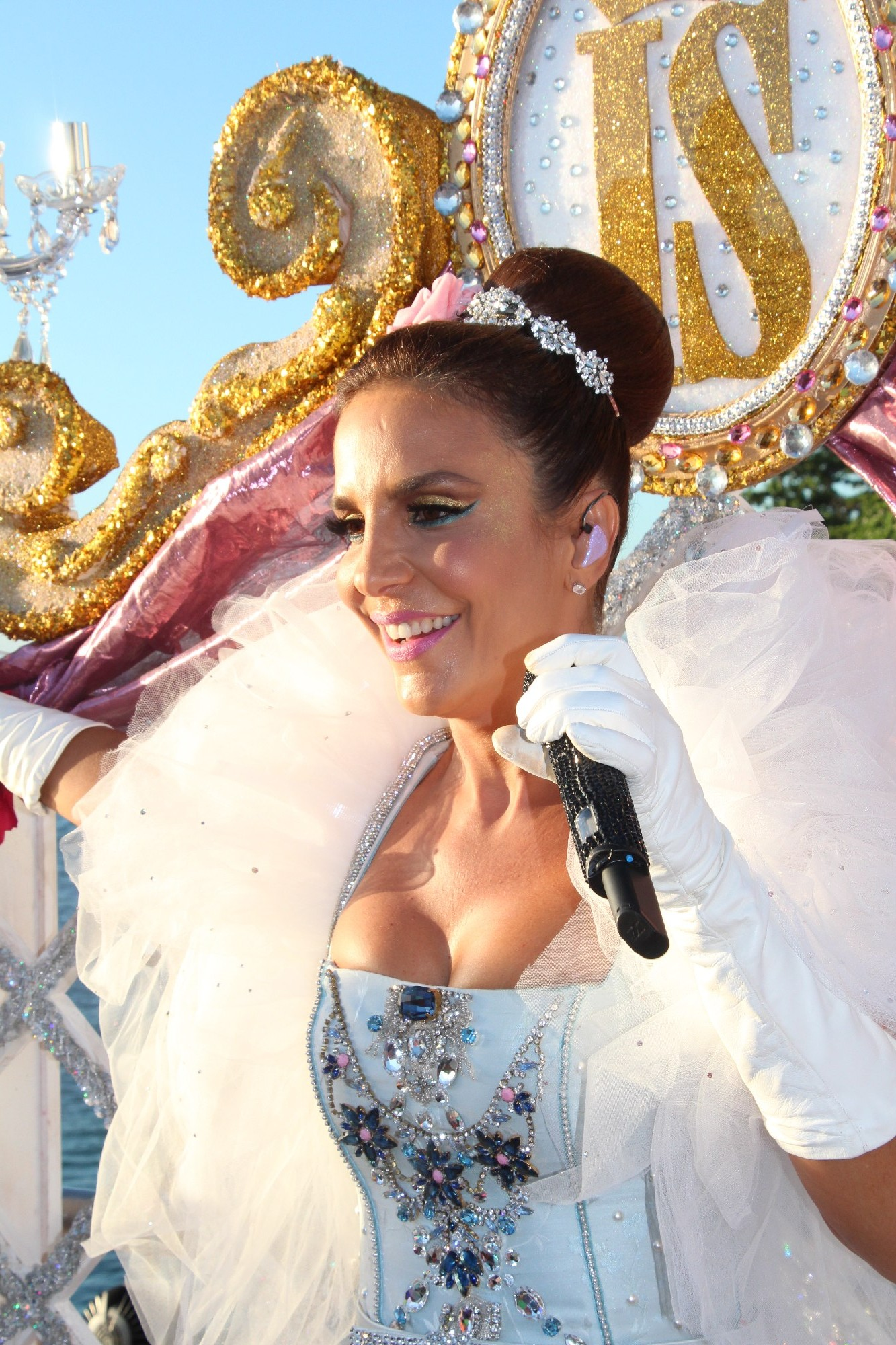
A artista se apresentando em um trio elétrico em Salvador (2013).

Em 14 de dezembro de 2013 grava, durante uma apresentação realizada na Arena Fonte Nova, em Salvador, Bahia, para 50 mil pessoas, um projeto ao vivo em celebração aos seus 20 anos de carreira. O primeiro single do projeto, "Tempo de Alegria", havia sido lançado na versão em estúdio em 5 de novembro de 2013, sendo que em 4 de fevereiro de 2014 é lançada a versão ao vivo. Em pouco tempo a canção se tornou um viral no meio artístico, chegando a artistas publicaram em suas redes sociais mensagens e vídeos cantando-a. Nomeado Ivete Sangalo 20 Anos, o disco foi liberado em 10 de maio. Com apenas uma semana de lançado, já tinha conquistado o disco de ouro e, depois, platina duplo. O álbum contou com várias participações especiais, como de Bell Marques, Alexandre Pires e Alexandre Carlo. Sangalo participou de um show ao lado de Pausini no dia 6 de março, no Madison Square Garden, com o qual já havia gravado o seu quarto DVD da carreira, em 2010.
No dia 13 de julho, a cantora se apresentou no estádio do Maracanã, no Rio de Janeiro, na cerimônia de encerramento da Copa do Mundo FIFA. A cantora dividiu o palco com Pires, Shakira, Brown, Carlos Santana e Wyclef Jean. Em 31 de agosto, ela se apresentou mais uma vez na 30ª edição do Brazilian Day em Nova Iorque para um público de mais de um milhão de pessoas, com participação de Saulo Fernandes. Em janeiro de 2015, foi uma das atrações confirmadas para o primeiro Rock In Rio em Las Vegas, nos Estados Unidos, sendo a única cantora brasileira a participar no festival. Ela cantou em um dos palcos principais no dia 15 de maio. Desse modo, Ivete cantou em todos as edições do Rock in Rio mundial: no Brasil, em Portugal, na Espanha e nos EUA, sendo a única artista a se apresentar em todas as edições do Rock in Rio Lisboa.
Em fevereiro anuncia, juntamente com o rapper Criolo, a turnê "Nivea Viva Tim Maia" que revive, em shows gratuitos em capitais brasileiras, os grandes sucessos de Tim Maia. A cantora e o rapper esperam lançar o disco de estúdio Ivete Sangalo e Criolo: Viva Tim Maia pela Universal Music, com 12 músicas do repertório dos shows. A turnê faz parte de uma ação publicitária da marca de cosméticos Nivea. Além de ter feito um show no Rock in Rio Las Vegas, Ivete também fez uma participação especial na edição do Rock in Rio no Rio de Janeiro, Ivete cantou a música "Uma Brasileira". Devido à boa recepção da turnê sobre Tim Maia, Ivete e Criolo gravaram um álbum de estúdio com 12 das faixas apresentadas, o Viva Tim Maia!. O disco foi lançado oficialmente em 31 de julho de 2015.

### 2016–19:Acústico em TrancosoeLive Experience

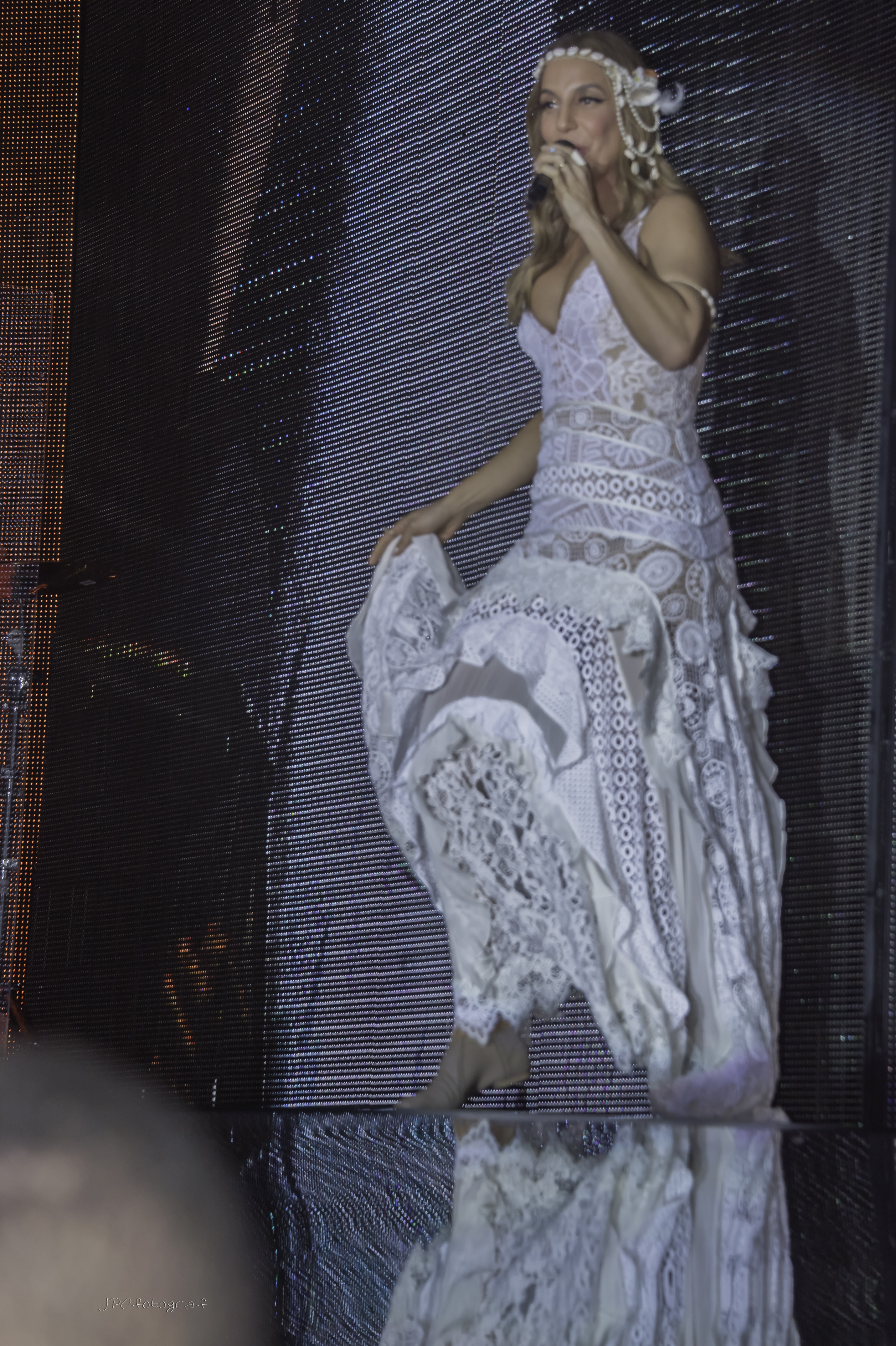
A artista durante a Turnê Acústico (2016).

Em 10 de janeiro de 2016, durante uma entrevista ao Fantástico, da Rede Globo, Sangalo anunciou que iria gravar seu primeiro álbum ao vivo em formato acústico, nos dias 8 e 9 de abril no Teatro L'Occitane, no distrito de Trancoso, na cidade de Porto Seguro, na Bahia. O primeiro single do projeto, "O Farol", foi liberado antecipadamente em 11 de dezembro de 2015 como tema para o Carnaval de 2016. A cantora escolheu o local por ter uma capacidade limitada e menor de público, uma vez que isso seria fundamental para criar o clima correto para um projeto intimista e pessoal. A escolha de um grande estádio, como seus últimos trabalhos, teria uma imagem muito festiva e grandiosa, o que não combinaria com a proposta feita. Os ingressos para a gravação do novo álbum foram esgotados em apenas 20 minutos. O projeto, intitulado Acústico em Trancoso, foi lançado em 29 de julho de 2016. Em 18 de fevereiro, Sangalo foi anunciada como tema de enredo para o carnaval de 2017 da escola de samba carioca Acadêmicos do Grande Rio, o qual foi oficializado em 12 de março com a presença da própria artista. O título do tema escolhido foi "Ivete do rio ao Rio".
Nos dias 28 e 29 de maio, Sangalo se apresentou no Rock in Rio Lisboa. Ela era cotada para se apresentar apenas no dia 28, mas, devido a um problema de saúde da estadunidense Ariana Grande, a brasileira se apresentou, também, no dia 29. Em 16 de setembro lança o single promocional "Transformar", em parceria com o cantor britânico Calum Scott, sendo tema oficial dos Jogos Paralímpicos de Verão de 2016. Em 18 de setembro, ela apresentou-se em um show compacto no encerramento das Paraolimpíadas, no Rio de Janeiro, acompanhada pela participação especial de Calum, que a chamou de "Beyoncé brasileira" – uma forma de explicar ao público do Reino Unido a grandiosidade de Sangalo no Brasil. A apresentação rendeu boas críticas na imprensa internacional, incluindo o canal CNN, que a chamou a cantora de megastar, e o jornal The Guardian, que definiu-a como "a mulher mais influente do Brasil". Em fevereiro de 2017, a artista foi confirmada no Rock in Rio, se apresentando no dia 15 de setembro do mesmo ano.
No dia 8 de dezembro de 2018, foi realizada a gravação do audiovisual Live Experience, reunindo canções novas e de grande sucesso, no estádio Allianz Parque em São Paulo. A informação foi divulgada no dia 9 de março de 2018 pela irmã da cantora, Cynthia Sangalo, que administra sua carreira desde a Banda Eva. O projeto foi lançado oficialmente em 12 de abril de 2019, com participação de Léo Santana, Ferrugem, Claudia Leitte, Marília Mendonça e Alejandro Sanz.

### 2020–presente:The Masked Singer BrasileOnda Boa com Ivete

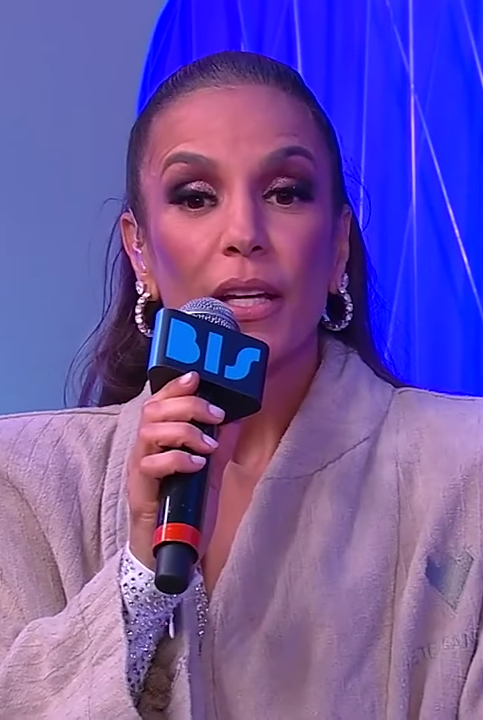
A artista durante uma entrevista ao canal Bis (2022).

Em 24 de janeiro de 2020, Sangalo lançou o EP O Mundo Vai, um projeto audiovisual, no qual todas as faixas continham videoclipes. O primeiro single, a faixa-título "O Mundo Vai", foi lançada no mesmo dia e teve o vídeo musical dirigido por Chico Kertsz e gravado na Praia do Forte, sendo a aposta da cantora para o Carnaval daquele ano. O EP ainda trouxe outras duas faias: "Não me Olha Assim", com a participação de Tom Kray e cujo videoclipe foi lançado em 31 de janeiro, e "Coisa Linda", com a participação de Whindersson Nunes. "Coisa Linda" começou a ter um videoclipe gravado, porém devido a pandemia de COVID-19 no Brasil o projeto foi abortado e um novo vídeo caseiro, com cada um dos artistas cantando em sua casa, foi lançado. Em 10 de maio, Sangalo lançou um EP homônimo com duas canções inéditas: "Me Liga" com participação especial de Jão e "Na Janela" com participação especial de Vitão, que novamente tiveram videoclipes caseiros gravados cada um em sua casa e lançados em 15 de maio. Em 12 de junho, lança "Localizei" em homenagem ao dia dos Namorados; esta que foi escrita por ela durante a pandemia. O vídeo musical correspondente foi lançado no mesmo dia, e mostra vários casais famosos se beijando. Em 9 de outubro, lançou a canção "Dura na Queda", escrita por Rodrigo e Diogo Melim, irmãos e vocalistas da Melim.
Em 2021, Sangalo foi confirmada pela Rede Globo para ficar à frente do The Masked Singer Brasil, que estreou em 10 de agosto daquele ano. O programa logo se tornou um grande sucesso, sendo confirmada uma segunda temporada antes do término da primeira, com a confirmação da cantora no comando. Em novembro de 2021, foi anunciado que a artista havia assinado com a HBO Max para a série documental Onda Boa com Ivete. A intenção do documentário era mostrar o processo criativo de um EP totalmente autoral, do qual ela gravaria uma música com cada artista. Gloria Groove, Vanessa da Mata, Carlinhos Brown, Agnes Nunes e Iza foram os convidados anunciados. Cada episódio foi lançado uma vez por semana entre 20 de janeiro e 17 de fevereiro de 2022. Ainda em fevereiro, o álbum de mesmo nome foi lançado nas plataformas de streaming, contendo as canções incluídas na série documental, além de três músicas inéditas.
Em março de 2022, foi anunciada que o selo Caco Music que acompanha a cantora desde 2005 teve seu nome alterado para IESSI Music, e que agora ele é quem cuida dos masters da artista, enquanto a gravadora Universal, fica responsável pela distribuição dos materiais. No mês seguinte, Sangalo estreou a turnê Tudo Colorido, promovendo Onda Boa com Ivete; o show da turnê realizado em Juazeiro, cidade natal da cantora, no seu aniversário de 50 anos completados em 27 de maio, foi transmitido como um especial pela Rede Globo.
Em dezembro de 2023, após 29 anos na Universal Music, Sangalo anuncia sua saída da gravadora em definitivo (pois tinha contrato vigente com a Virgin, uma das filiais da Universal) e assina contrato com a distribuidora digital Altafonte (que será em breve, parte da Sony Music, maior rival global da Universal no mercado fonográfico). No dia 15 de dezembro, ela lança o EP Reivete-se, para dar início ao aniversário de 30 anos de carreira. Em 20 de dezembro, Sangalo se apresentará no Estádio do Maracanã, estreando oficialmente a sua próxima aposta do carnaval: "Macetando", uma colaboração com Ludmilla. A canção tornou-se a mais bem sucedida de sua carreira em anos; qualificou-se no topo das 50 mais tocadas do Spotify Brasil em 2024 e, com isso, ela tornou-se o primeiro artista brasileiro da história a liderar as paradas do país em todos os formatos físicos, além dos digitais, como ringtone, download digital e streamings. A composição foi certificada como diamante pela PMB. Em maio, a turnê para comemorar os 30 anos de sua carreira foi cancelada devido a problemas de logísticas e conflitos com a produtora 30e.

## Características musicais
Sangalo nomeou Gilberto Gil como seu "ídolo maior" desde "a primeira nota, primeiro acorde, primeira poesia sua que tive contato". Durante sua infância, ela foi introduzida a música por artistas como Nelson Cavaquinho, Dolores Duran, Sylvio Caldas e Altemar Dutra. Em entrevista ao programa Canal Livre, ela também citou nomes como Clara Nunes, Moraes Moreira, Jacob do Bandolim e Novos Baianos como partes de sua construção musical nesse período. No mesmo programa, ela revelou que após assistir um concerto da Banda Mel em um trio elétrico, começou a ter interesse em realizar um trabalho similar. Segundo a artista, a música de Maria Bethânia e Caetano Veloso está introduzido em seu subconsciente como uma memória de infância. "Me lembro de uma novela chamada Anjo Mau. Tinha uma música nela que me lembra a varanda da minha casa quando eu tinha cinco anos de idade. A música "Abelha Rainha", do disco Mel (1979) de Bethânia, me faz lembrar da minha mãe e, seu eu fechar os olhos, eu choro. Se eu ouvir "Trem das Cores" (1982), do Caetano, então [...] É ouvir e chorar". Ela vê Elis Regina como inspiração, principalmente por ser uma "artista que era meio como eu, versátil, movimentava o repertório. Não estava nem aí com estética do disco, com o que crítico ia falar".
O trabalho de João Gilberto foi apresentado a ela por seu pai, a quem ela "passou a admirar bastante seu trabalho e possui um acervo do artista". Em entrevista ao O Globo, ela revelou: "É o que mais toco até hoje, quando estou com o violão em casa, sem público. Meu show é carnaval, não teria a dinâmica de João. Acho que ele não está na minha música, mas está no exemplo da personalidade única". Ao longo de sua carreira, Sangalo atraiu comparações frequentes com Daniela Mercury em particular, em termos de vocais, presença de palco e estílo musical. Em uma ocasião, ela comentou que Mercury é "sempre inspiração!" e a descreveu como uma "uma rainha digna do seu talento e força". Sangalo revelou que a tomou como inspiração, ainda no ínicio de sua carreira, para melhorar sua desenvoltura no palco e nos trios elétricos. Entre nomes internacionais, foram citados como referência artistas do funk e soul, como George Clinton, Sly and the Family Stone, Prince, Kool and the Gang e Stevie Wonder; esse último, ela considera ser "o maior artista do mundo". Ao cantar com ele, em 2013, a brasileira descreveu a experiência como um "sonho da vida realizado". Após assistir a uma apresentação ao vivo da cantora estadunidense Beyoncé na arena multiuso Madison Square Garden, localizada na cidade de Nova Iorque, nos Estados Unidos, a brasileira sentiu-se motivada a realizar algum projeto musical no mesmo local. Beyoncé também foi notada pela mídia e público como uma referência na elaboração de seus espetáculos. Já em 2024, Sangalo disse que um de seus maiores desejos seria cantar com Madonna, outro grande ídolo em sua carreira.

## Vida pessoal

### Relacionamentos e maternidade
Entre 1998 e 1999 namorou o empresário Marcelo Rangel. Em 1999 namorou por alguns meses o apresentador Luciano Huck, porém no início de 2000 retomou o relacionamento com Rangel até o fim daquele ano. Em 2002 começou a namorar o músico Davi Moraes, filho de Moraes Moreira, se casando com ele no mesmo ano e permanecendo juntos até setembro de 2004. Em dezembro do mesmo ano, começou a namorar o coreógrafo Fábio Duarte – que futuramente fundaria o FitDance – de quem ficou noiva em maio de 2006 e planejava ter um filho, porém o relacionamento chegou ao fim em agosto do mesmo ano, motivado por crises de ciúmes do rapaz. A artista e Duarte, no entanto, mantiveram a amizade e ela chegou a participar do canal FitDance. Entre outubro de 2006 e agosto de 2007 namorou o empresário Marcus Braga. Na sequência teve breves relacionamentos com o modelo sérvio Andrija Bikic, entre novembro de 2007 e até janeiro de 2008, e com o empresário Felipe Simão, entre fevereiro e junho de 2008.
Sangalo conheceu o nutricionista Daniel Cady em fevereiro de 2008, enquanto fazia sua preparação para o Carnaval, contratando-o para gerenciar sua rotina de alimentação. Os dois começaram a namorar em julho e, um mês depois, foram morar juntos, constituindo união estável. Em setembro de 2008, a artista ficou grávida, porém em 20 de outubro, sofreu um aborto espontâneo após seis semanas de gestação. Em abril de 2009 anunciou estar grávida novamente, sendo que seu primeiro filho, Marcelo, nasceu em 2 de outubro de 2009 no Hospital Português, em Salvador. Em 12 de maio de 2011 casou-se oficialmente com Cady. Em 2017 revelou que havia perdido outros dois bebês nos últimos anos por gravidez ectópica – que se desenvolve fora do útero e, por isso, não vinga. Em setembro de 2017, após fazer fertilização in vitro, a cantora anunciou estar grávida de gêmeas há quatro meses. Helena e Marina nasceram no dia 10 de fevereiro de 2018 no Hospital Aliança, em Salvador, em pleno sábado de Carnaval. Ivete também é madrinha de Nala, filha da cantora Iza.

### Fortuna
Sangalo tem um patrimônio de cerca de 500 milhões de reais, apurados em 2019. Ela é uma das artistas mais ricas do Brasil em vida, além de ter diversos negócios paralelos, incluindo sua própria produtora, IESSI (antiga Caco de Telha), e lucrativos acordos comerciais. Ela também é uma das cantoras mais bem pagas para realizações de shows. De acordo com informações do Portal R7, em 2012, Sangalo pedia R$ 1,2 milhão por concerto e mais os custos do seu jatinho particular, sendo, assim, a artista feminina com maior cachê do Brasil e a sexta mais bem paga do mundo.

## Outros projetos

### Empreendimentos
Sangalo tornou-se empresária, sendo dona da produtora Caco de Telha (atualmente IESSI Music Entertainment), possui seu próprio trio (Demolidor 3) e próprio bloco e camarote carnavalesco, o Cerveja & Cia, o qual detém franquias em várias capitais do Brasil. Ela também é sócia do tradicional e badalado bloco Coruja. Dentre os planos da cantora estava também a construção de uma luxuosa casa de espetáculos na capital baiana.
Sangalo se firmou como personalidade de televisão e cinema, apresentou os programas Estação Globo e The Masked Singer Brasil, na TV Globo, fez novelas e filmes, e estrelou os anúncios publicitários de diversas marcas como Chevrolet, Nova Schin, Arisco, Calçados Azaleia, Danone, Avon Cosméticos, Garnier, Delicata, Koleston, Gillette, Vivo, Grendha, Supermercados Guanabara, Credicard, Malwee, Philips, Banco Itaú, Traxx, Lojas Riachuelo, Lojas Insinuante, Bombril, Nivea, Shopping Iguatemi Salvador, TAM, Lojas Americanas, Natura, Piracanjuba, Chocolates Brasil Cacau, Fotótica, Maratá, Colorama, estando entre as artistas com mais inserções comerciais na televisão.
Sangalo foi também a protagonista da primeira transmissão ao vivo via streaming pelo Orkut, no fim do ano de 2010. Em sua comunidade oficial, foram enviadas perguntas e algumas delas foram respondidas pela cantora via Youtube, diretamente de sua casa na Bahia.

## Filantropia

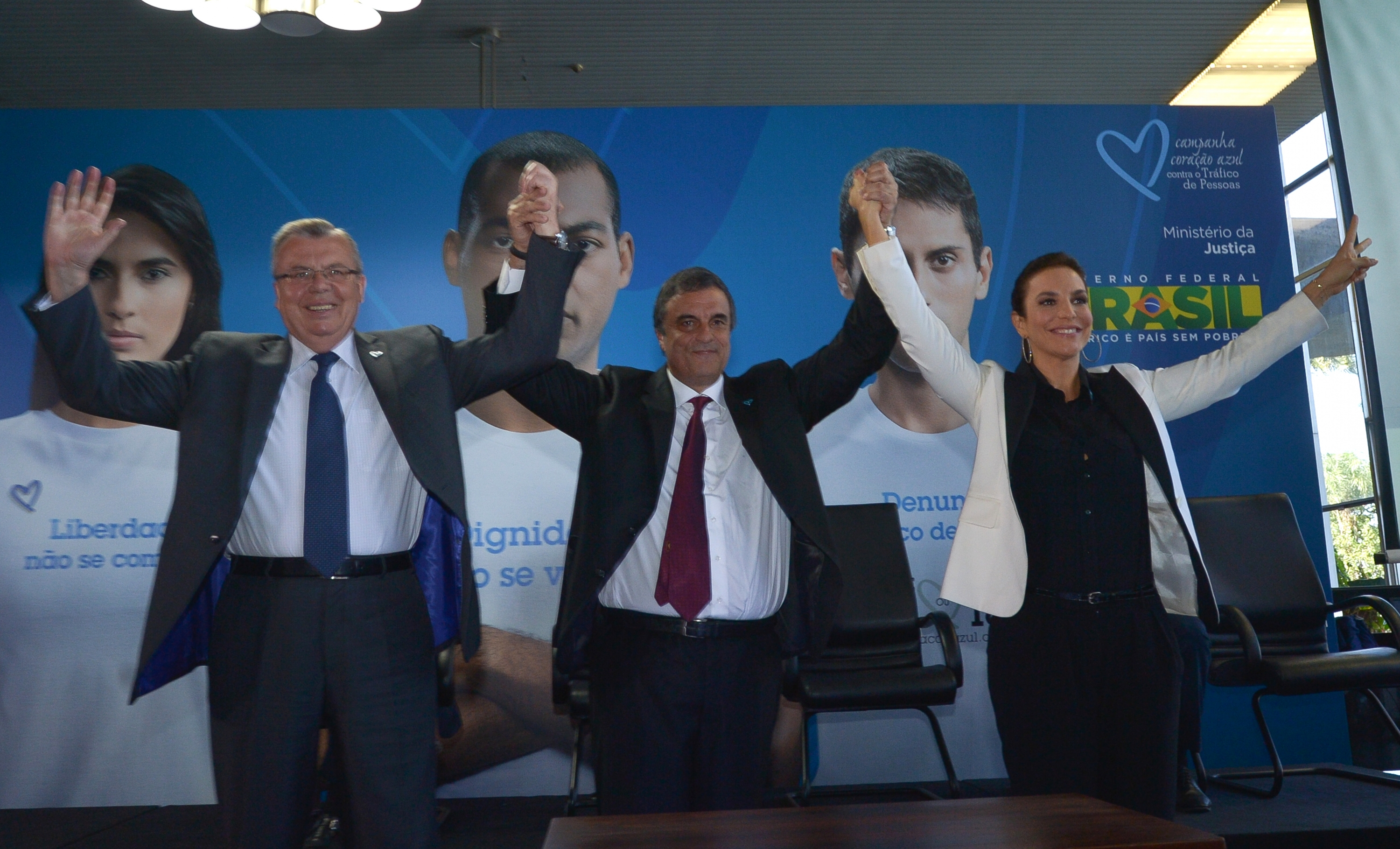
O diretor-executivo do UNODC, Yury Fedotov; o ministro da Justiça, José Eduardo Cardozo; e a cantora Ivete Sangalo na campanha contra o tráfico de pessoas.

Ivete é Embaixadora da ONU no Brasil na luta contra o tráfico de pessoas, que tem como objetivo mobilizar a opinião pública para combater o tráfico de pessoas. A imprensa noticiou em 2011 que a cantora pretendia abrir uma instituição filantrópica na Bahia em parceria com a Fundação Xuxa Meneghel da apresentadora Xuxa.
Desde os anos 2000, Ivete apoia campanhas contra o câncer de mama. Em 2006, a cantora doou 3 milhões de reais em seu projeto de prevenção, onde duas carretas equipadas com salas para pequenas cirurgias (para cauterização do colo do útero) e de consultas viajaram pela Bahia e realizaram exames preventivos de cânceres da mama e do colo uterino gratuitamente na população de mulheres baianas.
Em 18 de dezembro de 2015, a cantora realizou um show beneficente em prol do Hospital Martagão Gesteira, em Salvador, que cuida de crianças e adolescentes nas mais diversas especialidades pediátricas. A renda foi doada à instituição. No palco, ela mostrou um repertório com músicas de Caetano Veloso e Gilberto Gil em homenagem aos 50 anos de carreira dos cantores e recebeu artistas convidados. Outros 2 shows foram realizados em 2016, sendo arrecadados R$ 3 milhões, valor inteiramente doado provenientes dos shows beneficentes da cantora.

Em 2020, em meio à pandemia de COVID-19, Ivete doou mil camas e 5 mil itens de rouparia para nova unidade de saúde na Bahia. Ela ainda doou meia tonelada de alimentos a um abrigo de idosos em Jaboatão do Guararapes, na Região Metropolitana do Recife (PE), além de 2 mil máscaras descartáveis e 150 litros de álcool para o combate à doença às crianças do GACC-BA. Sem cobrar cachê, Ivete fez campanha para o uso de máscara faciais como medida de proteção contra a COVID-19, e também foi o rosto da campanha de vacinação contra a doença.
Em 2021 doou 6 toneladas de alimentos ao projeto S.O.S Sul da Bahia. Em junho do mesmo ano a artista doou quilos de ração para o Abrigo Animais Aumigos.
A cantora possui desde 2020 uma instituição filantrópica sem fins lucrativos intitulada "Instituto Ivete Sangalo".